# Allain
Allain è un comune francese di 486 abitanti situato nel dipartimento della Meurthe e Mosella nella regione del Grand Est.

## Storia

### Simboli
Lo stemma è stato adottato nel settembre del 2011. L'inquartato simboleggia l'incrocio delle strade; la cornice di finestra rappresenta la casa di epoca rinascimentale presente nel paese; la testa di bue ricorda l'antico nome di Allain-aux-Boeufs; l'albero richiama la foresta circostante; la piuma d'oca fa riferimento a Étienne Olry (1829–1885), studioso locale e pedagogo, autore di numerose opere relative alla regione della Lorena, che creò la prima biblioteca scolastica della Meurthe nel 1859.

## Società

### Evoluzione demografica
Abitanti censiti